# Stenellipsis albovittata
Stenellipsis albovittata är en skalbaggsart som beskrevs av Stefan von Breuning 1978. Stenellipsis albovittata ingår i släktet Stenellipsis och familjen långhorningar. Inga underarter finns listade i Catalogue of Life.